# Neisha Bernard-Thomas
Neisha Bernard-Thomas (ur. 21 stycznia 1981) – grenadyjska lekkoatletka biegająca na średnich dystansach, specjalizująca się w biegu na 800 metrów,  dwukrotna olimpijka.
Dwukrotnie, w 2003 i 2005,  zdobyła złoty medal w biegu na 800 metrów na Mistrzostwach Ameryki Środkowej i Karaibów w lekkoatletyce. W latach 2008 i 2012 reprezentowała swój kraj na igrzyskach olimpijskich.